# John R. Pierce
John Robinson Pierce (Des Moines, Iowa, 27 de marzo de 1910-Sunnyvale, California, 2 de abril de 2002) fue un ingeniero y autor de libros estadounidense.
Realizó un extenso trabajo relacionado con las comunicaciones por radio, la tecnología de microondas, la psicoacústica y la ciencia ficción. Además de su carrera profesional, escribió ciencia ficción durante muchos años utilizando los nombres de John Pierce, John R. Pierce y JJ Coupling. Obtuvo su doctorado en Caltech.

## Trayectoria

### En Bell Laboratories
Pierce escribió sobre electrónica y teoría de la información, y desarrolló conjuntamente el concepto de modulación de código de pulso (PCM) con sus colegas de Bell Laboratories, Bernard M. Oliver y Claude Shannon . Supervisó el equipo de los Laboratorios Bell que construyó el primer transistor y, a petición de uno de ellos, Walter Brattain, inventó el término transistor; él decía:

La forma en que proporcioné el nombre fue pensando en lo que hacía el dispositivo. Y en ese momento se suponía que era el doble del tubo de vacío. El tubo de vacío tenía transconductancia, por lo que el transistor tendría «transresistencia». Y el nombre debe coincidir con los nombres de otros dispositivos, como varistor y termistor. Y... sugerí el nombre «transistor».
John R. Pierce, interviewed for PBS show "Transistorized!"

Los primeros trabajos de Pierce en Bell Labs se referían a tubos de vacío de todo tipo. Durante la Segunda Guerra Mundial descubrió el trabajo de Rudolf Kompfner en un laboratorio de radar británico, donde Kompfner había inventado el tubo de ondas viajeras.  Pierce resolvió las matemáticas para este dispositivo amplificador de banda ancha y escribió un libro al respecto, después de contratar a Kompfner para Bell Labs. 
Pierce realizó una importante investigación sobre satélites, incluido un papel importante como director ejecutivo de la División de Principios de Investigación y Comunicaciones de Bell  para el desarrollo del primer satélite de comunicaciones comerciales, Telstar 1. De hecho, aunque Arthur C. Clarke fue el primero en proponer satélites de comunicaciones geoestacionarios, Pierce parece haber pensado en la idea de forma independiente y puede haber sido el primero en discutir los satélites de comunicaciones no tripulados.

### La vida después de Bell Laboratories
Después de dejar Bell Labs, se unió al Instituto de Tecnología de California como profesor de ingeniería eléctrica en 1971. Poco después, aceptó el puesto de jefe en el Jet Propulsion Laboratory.
En 1980 se retiró de Caltech y aceptó su último trabajo en CCRMA de Stanford. Allí destacó en la investigación de la música por ordenador, como profesor visitante de música, emérito, Fue en Stanford donde se convirtió en codescubridor independiente de la escala musical sin octavas que más tarde denominó escala Bohlen-Pierce.
Muchos de los libros técnicos de Pierce tenían como objetivo presentar a una audiencia semi técnica temas técnicos modernos. Entre ellos se encuentran Electrones, Ondas y Mensajes; Introducción a la teoría de la información: símbolos, señales y ruido; Ondas y Oreja; El mundo sonoro del hombre; Electrónica Cuántica y Señales: la ciencia de las telecomunicaciones. 
Pierce fue elegido miembro de la Academia Nacional de Ciencias de los Estados Unidos en 1955. En 1960, recibió la medalla Stuart Ballantine. En 1962, Pierce recibió el premio Golden Plate de la Academia Estadounidense de Logros. Ese mismo año, fue elegido miembro de la Academia Estadounidense de Artes y Ciencias. En 1963, Pierce recibió la Medalla IEEE Edison por su trabajo pionero y liderazgo en las comunicaciones por satélite y por su estímulo y contribuciones a la óptica electrónica, la teoría de los tubos de ondas viajeras y el control del ruido en los flujos de electrones. Fue elegido miembro de la Sociedad Filosófica Estadounidense en 1973. En 1975, recibió la Medalla de Honor del IEEE por sus propuestas concretas pioneras y la realización de experimentos de comunicaciones por satélite, y por sus contribuciones en teoría y diseño de tubos de ondas viajeras y en óptica de haces de electrones esenciales para este éxito. En 1985, fue uno de los dos primeros en recibir el Premio Japón por logros destacados en el campo de la electrónica y las tecnologías de las comunicaciones. 

## Vida privada
Además de sus libros técnicos, Pierce escribió ciencia ficción utilizando el seudónimo de JJ Coupling, que se refiere a los momentos angulares totales de partículas individuales. John Pierce también tuvo un interés temprano en el vuelo sin motor y ayudó al desarrollo del Long Beach Glider Club en Los Ángeles, una de las primeras sociedades de planeadores de los Estados Unidos. Según Richard Hamming "no se podía hablar con John Pierce sin recibir un estímulo muy rápido". 
Residió en Berkeley Heights, Nueva Jersey, Pasadena, California, y más tarde en Palo Alto, California. 

## Últimos años y fallecimiento
Durante sus últimos años, como profesor invitado en el Centro de Investigación Informática en Música y Acústica de la Universidad de Stanford, él y su esposa Brenda eran conocidos por celebrar cenas en su casa de Palo Alto, a las que invitaban a una variedad ecléctica de invitados y tener animadas discusiones sobre temas que van desde la exploración espacial hasta la política, la atención médica y la música del siglo XX. Una de esas cenas se informó en This Is Your Brain On Music, escrito por el exalumno de Pierce, Daniel Levitin.[cita requerida]
Murió en Sunnyvale, California, por complicaciones de la enfermedad de Parkinson.[cita requerida]
A su muerte, a Pierce le sobrevivió su esposa Brenda, un hijo, el editor de ciencia ficción John Jeremy Pierce, y una hija, Elizabeth Anne Pierce.[cita requerida]
Los artículos de John R. Pierce se encuentran en la Biblioteca Huntington en San Marino, California.